# 概念空間
概念空间是代表若干性質維度的几何结构，可表示能夠放在一起比較的概念和對象之基本特徵，例如重量、颜色 、味道 、温度、间距和三个常規空间維度 。  :4在概念空間中，點表示對象，區域表示概念。 概念空间理论是彼得·加登佛斯（PeterGärdenfors）最早提出的概念学习理论，   受到概念相似性和原型理论等觀念所啟發。 
該理論還提出了「自然類別是概念空間中的凸區域」的概念  :5 在那種情况下，如果{\displaystyle x}和{\displaystyle y}是类别的元素，且{\displaystyle z}位於{\displaystyle x}和{\displaystyle y}之间 ，那麼{\displaystyle z}也可能属于该类别。 概念凸性可讓區域焦點被解釋為類別原型 。在更一般的理論陳述中，概念是根據其原型的概念相似性來定義的。 